# Константин Марков (пехотен офицер)
Вижте пояснителната страница за други личности с името Константин Марков.
Константин Димитров Марков е български офицер (генерал-майор), помощник-началник на Главното интендантство след Първата световна война.

## Биография
Константин Д. Марков е роден през 1859 г. в Русе в заможно търговско семейство. Негов дядо е Хаджи Величко Хаджипенчович, единственият българин-член на градския меджлис в Русе от 1817 до 1857 г.
Константин Марков завършва Военното училище в София през 1882 г., впоследствие е курсант в Париж. Служи в 24-та пехотна дружина, 5-и пехотен дунавски полк, 12-и пехотен балкански полк. Повишен в звание генерал-майор на 30 май 1916 г. Уволнен е от служба на 19 февруари 1917 г. След преминаването си в запас е назначен за помощник-началник на Главното интендантство към министерството. От 5 август 1920 г. е в опълчението.

## Военни звания
- Подпоручик (30 август 1882)
- Поручик (30 август 1885)
- Капитан (1889)
- Майор (1896)
- Подполковник (1903)
- Полковник (15 август 1907)
- Генерал-майор (30 май 1916)